# Chisht-e Sharif (distrikt)
Chisht-e Sharif är ett distrikt i Afghanistan. Det ligger i provinsen Herat, i den centrala delen av landet, 500 kilometer väster om huvudstaden Kabul. Administrativ huvudort är Chisht-e Sharif.
Distriktet beräknades år 2022 ha cirka 28 000 invånare.